# How Deep Is Your Love
How Deep Is Your Love är en popballad skriven och framförd av The Bee Gees. Låten spelades in och utgavs som singel 1977. Den var en av flera Bee Gees-låtar som användes i filmen Saturday Night Fever samma år, samt medtogs på filmens soundtrack. Låten blev singeletta i USA tillbringade 19 veckor på topp 10-placering.
Låten tilldelades en Grammy i kategorin "bästa sångframförande av popgrupp". Magasinet Rolling Stone listar låten på plats 375 på listan The 500 Greatest Songs of All Time.
Den 26 februari 1996 utgav Take That en cover på "How Deep Is Your Love". Singeln nådde första plats på UK Singles Chart.

## Listplaceringar
| Lista (1977-1978) | Position |
| ----------------- | -------- |
| Finland           | 1        |
| Frankrike         | 1        |
| Irland            | 2        |
| Kanada            | 1        |
| Nederländerna     | 8        |
| Norge             | 5        |
| Nya Zeeland       | 6        |
| Spanien           | 7        |
| Storbritannien    | 3        |
| Sverige           | 4        |
| USA               | 1        |
| Västtyskland      | 21       |
| Österrike         | 13       |